# La Tchadienne
La Tchadienne is het nationaal volkslied van Tsjaad. Geschreven door Louis Gidrol en zijn studentengroep, en gecomponeerd door Paul Villard. Het is het officiële volkslied geworden sinds de onafhankelijkheid in 1960.

## Franse tekst
Peuple Tchadien, debout et à l'ouvrage!
Tu as conquis la terre et ton droit;
Ta liberté naîtra de ton courage.
Lève les yeux, l'avenir est à Toi.
O mon Pays, que Dieu te prenne en garde,
Que tes voisins admirent tes enfants.
Joyeux, pacifique, avance en chantant,
Fidèle à tes anciens te regardent.

## Nederlandse vertaling
Mensen van Tsjaad, rijs op en neem je taak op!
Je hebt het land overwonnen en je rechten gewonnen;
Je vrijheid zal ontstaan door je moed.
Sla je ogen op, de toekomst is aan jullie.
Oh, mijn Land, moge God je behoede,
Moge je buren je kinderen bewonderen.
Vreugdevol, vredevol, ga voort terwijl je zingt,
Vertrouwend op de vaders die naar je kijken.
Onafhankelijke staten: Algerije · Angola · Benin · Botswana · Burkina Faso · Burundi · Centraal-Afrikaanse Republiek · Comoren · Congo-Brazzaville · Congo-Kinshasa · Djibouti · Egypte · Equatoriaal-Guinea · Eritrea · Ethiopië · Gabon · Gambia · Ghana · Guinee · Guinee-Bissau · Ivoorkust · Kaapverdië · Kameroen · Kenia · Lesotho · Liberia · Libië · Madagaskar · Malawi · Mali · Marokko · Mauritanië · Mauritius · Marokko · Mozambique · Namibië · Niger · Nigeria · Oeganda · Rwanda · Sao Tomé en Principe · Senegal · Seychellen · Sierra Leone · Somalië · Soedan · Swaziland · Tanzania · Tsjaad · Togo · Tunesië · Zambia · Zimbabwe · Zuid-Afrika · Zuid-Soedan
Niet algemeen erkende landen: Somaliland · Westelijke Sahara
Afhankelijke gebieden: Mayotte · Réunion (onofficieel) · Saint Helena, Ascension and Tristan da Cunha (onofficieel)